# Bevisbörda
Bevisbörda kallas en parts skyldighet att i en konflikt prestera bevis för sitt påstående.

## Bevisbörda och beviskrav inom juridik
Allmänt gäller att den som ålagts en bevisbörda  för en omständighet har att visa eller styrka omständigheten. Med beviskrav avses inom juridikens processrätt det bevisvärde som den som har bevisbörda behöver uppnå för att en omständighet, ett så kallat bevistema, ska anses styrkt. När beviskravet väl uppnåtts anses omständigheten föreligga fullt ut även om olika grader av osäkerhet kan tillåtas. Ibland finns presumtioner som påverkar bevisbörda och beviskrav. En presumtion innebär att om en omständighet föreligger så presumeras eller förutsätts en annan omständighet också föreligga och den senare omständigheten behöver således inte visas. 
Vilket beviskrav som gäller, det vill säga vilken styrka på bevisningen som krävs, varierar mellan till exempel straffrätt och civilrätt. Uttrycket "styrkt" används dels för att uttrycka att det beviskrav som gäller är uppnått dels som ett uttryck för ett visst beviskrav. "Styrkt" har ibland samma betydelse som begreppen "visat", "utrett" eller "bevisat" men de har inte samma innebörd i brottmål som i tvistemål.

### Straffprocessrätt
Inom straffrätten är det alltid åklagaren som har den fulla bevisbördan för att den tilltalade har handlat på det sätt som åklagaren påstår samt att agerandet inte varit straffritt. Det innebär vidare att den tilltalade betraktas som oskyldig tills motsatsen bevisats av åklagaren. Denna oskuldspresumtion gäller i olika grad i de flesta demokratier och är stadfäst i FN:s allmänna deklaration om de mänskliga rättigheterna. Beviskravet som skall uppnås för att åklagaren skall anses ha fullföljt bevisbördan är att dennes påstående skall vara "ställt utom rimligt tvivel".
I brottmål ligger bevisbördan på åklagaren. Åklagaren har att visa att den omständighet han eller hon gör gällande, normalt att en tilltalad har handlat i enlighet med en gärningsbeskrivning, är ställt utom rimligt tvivel för att straffprocessens beviskrav ska anses uppfyllt. Ett lägre beviskrav kan dock gälla för vissa specifika rekvisit, t.ex. orsakssamband vid underlåtenhetsbrott (se NJA 2007 s. 369).  
Ibland prövas även en civilrättslig fråga inom ramen för ett brottmål, till exempel då målsäganden under en brottmålsrättegång yrkar skadestånd av den tilltalade och åklagaren för målsägandens talan. Vid kumulation av tvistemål och brottmål, det vill säga att målsäganden för en skadeståndstalan mot den tilltalade på grund av brottet eller i anledning av brottet gäller följande. Om målsäganden åberopar endast den åtalade gärningen, eller sådant som skulle kunnat åberopas genom åtalsjustering, tillämpas samma beviskrav för målsäganden som för åklagaren, det vill säga ställt utom rimligt tvivel. Om däremot målsäganden som grund åberopar även annat än den åtalade gärningen, och som inte heller skulle kunna åberopas i brottmålet, tillämpas för dessa omständigheter samma beviskrav som gäller för tvistemål i allmänhet.
"Utom rimligt tvivel" är ett uttryck som Högsta domstolen adopterade från den angloamerikanska common law-traditionens beviskrav "beyond reasonable doubt" i rättsfallet NJA 1980 s 725 genom en förmodad direktöversättning. Att en tilltalad agerat i enlighet med ett gärningspåstående är styrkt "utom/bortom rimligt tvivel" om de enda tvivel som finns kvar kring huruvida den tilltalade agerat som åklagaren påstått är orimliga. Åtalet är då normalt styrkt och den tilltalade ska således normalt dömas till ansvar. Således kan man tillåta tvivel kring huruvida den tilltalade begått den påstådda gärningen så länge dessa tvivel inte ligger inom rimlighetens gräns. Det är dock oklart hur orimlig en eventuell bortförklaring ska vara för att anses ligga utom det rimligas gräns.  
En annan oklarhet är hur konkretiserat ett tvivel måste vara för att anses rimligt. Är rätten tvungen att själv fundera ut varje tvivel som rimligen kan göras gällande och pröva huruvida tvivlet kan anses skingrat av åklagaren eller ska endast påpekade tvivel prövas? Okontroversiellt är förmodligen att av parterna antydda tvivel samt tvivel som ligger nära till hands att föreställa sig måste skingras av åklagaren. Mer tveksamt är huruvida tvivel som ingen berört och som inte heller ligger helt nära till hands att tänka sig men som ändå går att föreställa sig ska skingras. Rätten kan till exempel redan ha föreställt sig ett sådant tvivel som då i någon mån får anses konkretiserat. Rätten måste dock rimligen anses förhindrad att själva ställa frågor som kan skingra tvivlet då dylika frågor skulle kunna fälla avgörandet till den tilltalades nackdel. Saken kompliceras vidare av att tvivlet kan ligga närmre tillhands för den ene att föreställa sig än för den andre.
Straffrättens absoluta krav på en enhetlig rättstillämpning kan inte tillåta att vissa domare lägger ner stor möda på att föreställa sig även långsökta tvivel medan andra endast tar hänsyn till de tvivel som är uppenbara. I mål som rör framförallt grova men även normalsvåra brott aktualiseras sällan problemet då åklagaren i dessa fall har tillgång till omfattande resurser och normalt lyfter på varje sten för att täppa till alla eventuella luckor i utredningen. Det är vid de ringa brotten eller så kallade mängdbrott som frågan framförallt aktualiseras. Åklagaren har då ofta inga resurser till sitt förfogande utan får en färdig utredning av polisen. Mer näraliggande tvivel kan då förekomma utan att dessa har skingrats genom förundersökningen. En hållning har framförts av Ekelöf där han resonerar om vilka krav som kan ställas på utredningens robusthet. 
Beviskravet är lika högt ställt vid ringa brott som vid grova brott men kravet på utredningens robusthet ställas högre vid grova brott. Åklagaren kan inte förväntas prestera en lika robust utredning vid en hastighetsförseelse som vid ett mord. Ett exempel på där bevisningens bristande robusthet ledde till ogillat åtal är NJA 2009 s. 447 (våldtäkt).

### Civilprocessrätt
Inom civilrätten finns en praktisk, men inte konsekvent använd, tumregel som innebär att den som påstår något har bevisbördan för sitt påstående. Den som yrkar något måste med andra ord styrka grunderna för sitt yrkande. Lyckas vederbörande med detta går oftast bevisbördan över på motparten som har att visa att omständigheten inte föreligger eller att yrkandet av något annat skäl skall ogillas. Beviskravet som skall uppnås för att ha fullföljt bevisbördan är normalt sett att omständigheten skall vara "styrkt".
Den svenska civilprocessrättsliga doktrinen är i huvudsak delad mellan anhängare av att bevisbördan ska placeras så att den främjar den civilrättsliga regleringens syften, även kallad ändamålsstyrd bevisbördeplacering, och anhängare av överviktsprincipen, det vill säga att sannolikhetsövervikt får avgöra vad som är visat. En ändamålsstyrd bevisbördeplacering kan tillämpas vid lagstiftning där man vill skydda en svagare part som har ingått ett avtal.
De ovan beskrivna bevisbördeplaceringarna är inte en fullständig beskrivning av vad som gäller. Olika presumtionsregler, bevislättnadsregler och bestämmelser om omvänd bevisbörda gör att ett flertal undantag från det ovan sagda förekommer. Således tillämpas inom konsumenträtten, bland annat konsumentköplagen, normalt en omvänd bevisbörda så att om en konsument till exempel påstår att ett fel på en vara, inlämnad till en näringsidkare för reparation, har uppstått genom näringsidkarens försorg är det upp till näringsidkaren att motbevisa att så har skett. En annan bevislättnadsregel finns till exempel i 35 kap 5 § första meningen rättegångsbalken beträffande skadeståndskrav. Regeln stadgar att om den som kräver skadestånd inte alls eller i vart fall inte utan svårighet kan föra bevisning om skadans storlek så behöver sådan bevisning inte presteras. Rätten har då att uppskatta skadan till ett skäligt belopp.
Bevisbördan sammanfaller i allmänhet med åberopsbördan.
I tvistemål ligger bevisbördan oftast på den som framför ett påstående. Beviskravet är därvid som utgångspunkt att omständigheten ska vara styrkt. Inom olika rättsområden inom civilrätten finns dock talrika undantag från denna utgångspunkt. Styrkt innebär inte samma sak vid tvistemål som vid brottmål. Om käranden i ett dispositivt tvistemål således påstår att han har en fordran mot svaranden har han bevisbördan för sitt påstående. Han har således att styrka påståendet genom sin bevisning. För att ett påstående ska anses styrkt i en civilprocess brukar anses att det ska vara mer plausibelt än "antagligt" eller "sannolikt" men det behöver däremot inte ha uppnått plausibiliteten "uppenbart". Trots att många värjer sig mot att närmare precisera begreppen brukar ibland anses att "antagligt" motsvarar en plausibilitet på strax under 50 procent och "sannolikt" en plausibilitet på strax över 50 procent. "Uppenbart" får, likt straffrättens "utom rimligt tvivel", anses motsvara närmre 100 procent och det normala beviskravet "styrkt" ligger då på cirka 75 procent.
Vid framförallt tekniskt komplicerade eller typiskt svårbevisade orsaksförhållanden brukar domstolarna ibland istället tillämpa "överviktsprincipen" som beviskrav. Det innebär att bevisbördan är oförändrad men att åberopat händelseförlopp måste jämföras med det händelseförlopp motparten har åberopat. Hur motpartens åberopande av alternativa händelseförlopp påverkar beviskravet är diskuterat. Beviskravet vid alternativa skadeorsaker är uppfyllt redan vid ”klart mer sannolikt”. Denna överviktsprincip tillämpades till exempel i "båtmotorfallet" NJA 1991 s. 481 i vilket en båtmotor reparerats två gånger av samme reparatör. Beställaren, som bestritt betalningsskyldighet för den andra reparationen under påstående att den föranletts av ett fel vid utförandet av den första reparationen, har av HD ansetts ha bevisbördan härför. Beviskravet har dock ansetts uppfyllt genom att den av beställaren uppgivna skadeorsaken har framstått som klart mera sannolik än den som åberopats av reparatören. Anledningen till det i rättsfallet lågt ställda beviskravet måste anses vara att beställaren annars skulle ha mycket svårt att styrka att felet uppstod redan vid den första reparationen.
I mål om diskriminering i till exempel arbetslivet föreskrivs vidare en bevislättnad på så sätt att om den som anser sig ha blivit diskriminerad visar omständigheter som ger anledning att anta att han eller hon blivit diskriminerad övergår bevisbördan på svarande som då har att styrka att diskriminering inte förekommit enligt 6 kap. 3 § diskrimineringslagen (2008:567).
Inom kampen mot penningtvätt anses mer direkt omvänd bevisbörda gälla, då penningtvättlagen  anger att banker (med flera) inte får upprätthålla tjänster om banken "inte har tillräcklig kännedom om kunden för att kunna, 1. hantera risken för penningtvätt och, 2. övervaka och bedöma kundens aktiviteter och transaktioner". Det innebär att banken får fritt får och bör vid misstanke om att en transaktion kan gälla pengar som tjänats illegalt, spärra kunden från alla banktjänster såsom kortbetalning, girobetalning och kontantuttag. Kunden har då att bevisa sin oskuld genom att förklara transaktionerna och skriftligen genom verifikationer bevisa pengarnas lagliga ursprung eller transaktionens lagliga syfte.

## Bevisbörda inom vetenskap
Om en alternativ hypotes presenteras inom vetenskap så är det förespråkarna för denna hypotes som har bevisbördan gentemot den etablerade hypotesen.
Det beror på att en hypotes är etablerad för att den tidigare har mer eller mindre bevisats vara den bästa tillgängliga förklaringen. Inom lite mer svårbevisade vetenskaper såsom exempelvis historia eller arkeologi kan långvariga osämjor förekomma mellan anhängare av olika hypoteser.
När man inom vetenskap diskuterar huruvida ett fenomen existerar, så brukar den som förespråkar existensen ha bevisbördan, eftersom det i allmänhet är lättare att bevisa existens än icke-existens.

## Bevisbörda inom matematik
Inom matematiken åligger bevisbördan bägge sidor. Om ett påstående varken kan bevisas eller motbevisas, så kommer dess sanningshalt betraktas som okänd. Gödels ofullständighetssatser visar att det existerar matematiska påståenden vars bevis eller motbevis innehåller ett oändligt antal logiska steg, sådana påståenden är alltså obevisbara.